# Lars Kützing
Lars Kützing (* 17. Januar 1970 in Mainz) ist ein deutscher Politiker (SPD). Von 2009 bis 2011 war er Abgeordneter im Landtag von Rheinland-Pfalz.

## Leben
Kützing besuchte von 1976 bis 1980 die Grundschule in Mainz-Hechtsheim. Danach war er bis 1989 auf dem Gutenberg-Gymnasium (Mainz), wo er das Abitur machte. Von 1989 bis 1994 absolvierte er ein Studium im Bereich Bauingenieurwesen an der TH Darmstadt. Bis 1996 war er danach als angestellter Mitarbeiter eines Ingenieurbüros tätig. Von 1996 bis 1998 war er danach wissenschaftlicher Mitarbeiter am Institut für Massivbau und Baustofftechnologie der Universität Leipzig. Nach seiner Dissertation 1999 war er als selbstständiger Bauingenieur tätig. Seit 2004 ist er öffentlich bestellter und vereidigter Sachverständiger. Er ist Geschäftsführer bei der IBC Ingenieurbau-Consult GmbH die unter anderem bei Projekten wie dem Proviantamt Mainz, Theater Mainz, Römerpassage Mainz, Fort Malakoff Aufträge von der Wohnbau Mainz und anderen städtischen Unternehmen erhalten hat.
Kützing wurde 1987 Mitglied der SPD. Im Jahr 1999 wurde er Mitglied im Vorstand der SPD Mainz. Von 2007 bis 2009 war er Vorstandsmitglied der Initiative Römisches Mainz. Vom 27. Juli 2009 bis 2011 war er Mitglied des Landtags, als er für Alexander Schweitzer nachrückte. Im Landtag war er ordentliches Mitglied im Rechtsausschuss.